# Sebastián Bini
Sebastián Alejandro Bini (ur. 21 grudnia 1979 w Córdobie) – argentyński piłkarz występujący na pozycji środkowego pomocnika, trener piłkarski.